# 岩渕健輔
岩渕 健輔（いわぶち けんすけ、1975年12月30日 - ）は、日本の元ラグビー選手。現在は、日本ラグビーフットボール協会の専務理事、アジアラグビー副会長。かつて、男女7人制ラグビー日本代表チームで総監督、7人制ラグビー男子日本代表チームでヘッドコーチを務めた。

## 略歴
出典はなど。
青山学院初等部3年生の時にラグビーを始める。青山学院中等部・高等部、青山学院大学国際政治経済学部に進む。
1997年（平成9年）5月3日、第2回パシフィック・リム選手権の香港代表戦で初キャップを獲得。
1998年（平成10年）4月、神戸製鋼に入社。同年10月にケンブリッジ大学社会政治学部に入学。
1999年（平成11年）10月、第4回ワールドカップ1999の日本代表メンバーに選ばれたが、出場機会は無かった。
1999年12月、ケンブリッジ大学在学中にオックスフォード大学との定期戦（ザ・バーシティマッチ）に出場、「ブルー」の称号を得る。
2000年7月にケンブリッジ大学卒業。同時に神戸製鋼を退社。
2000年8月にイングランドプレミアシップのサラセンズに入団。日本人初のプレミアシップ出場を果たした。
2001年、ワールドカップセブンズ2001で、7人制日本代表の主将を務めた。
2002年に釜山アジア大会の7人制で左膝靱帯を断裂。その後、長期戦線離脱を余儀なくされた。
2004年、サラセンズと提携を結ぶ福岡サニックスブルースに、ストラテジーコントローラーとして派遣。
2005年、福岡サニックスブルースの選手兼任コーチとして登録される。
2006年、フランスのUSコロミエに移籍。
2007年、セコムラガッツの選手兼任コーチに就任。
2008年、7人制日本代表選手兼任コーチに就任。
2009年、日本ラグビーフットボール協会ハイパフォーマンスマネージャーに就任。
2012年、日本ラグビーフットボール協会日本代表GM（ゼネラルマネージャー）に就任。
2017年、GM職廃止に伴い、男女7人制の総監督に就任。併せて、15人制女子代表の強化委員長に就任。
2018年、男子7人制日本代表ヘッドコーチに就任。男女7人制の総監督との兼務となる。
2019年、日本ラグビーフットボール協会専務理事に就任。
2020年11月、ワールドラグビー理事に就任。
2021年2月、ジャパンラグビートップリーグなどの再編に伴うプロラグビー新リーグの立ち上げに向けて、日本ラグビーフットボール協会専務理事との兼務扱いで、協会の新リーグ法人準備室長に就任（初代の室長を務めた谷口真由美理事の後任）。同年8月11日、男子7人制日本代表ヘッドコーチを退任。
2021年6月、日本ラグビーフットボール協会専務理事に再任。
2024年11月、アジアラグビー副会長に就任した。任期は4年間。

## アジアラグビーからの処分問題
2019年、アラブ首長国連邦（UAE）のカイス・アルダライ（Qais Al-Dhalai）がアジアラグビーの会長に就任。
これをきっかけに、アジアラグビーの本部は香港からUAEへ移転された。しかし、UAEでは法人登録されず、アジアラグビー専用の銀行口座がなく、ワールドラグビーからアジアラグビー各国への助成金は、UAEラグビー連盟（UAERF）の銀行口座を経由していた。
2024年9月、ワールドラグビーは、アジアラグビーにおける財務管理での深刻な懸念を理由に、アジアラグビーへの助成金を停止した。
2024年10月7日、ワールドラグビーは、アジアラグビーに対する監査報告書でも、財務上の不正行為の可能性を指摘した。
2024年11月、岩渕健輔はアジアラグビーのガバナンスや財務管理に深刻な懸念があると指摘し、アジアラグビーの健全化を訴え、それに賛同するユニオン（国）からの支持を受け、アジアラグビー副会長に当選した。
2025年2月24日、アジアラグビーは岩渕健輔に対し、行動規範に抵触した可能性があるとして、アジアラグビーでの副会長職務を停止したと発表した。
翌25日、日本ラグビーフットボール協会は、アジアラグビーが主張するような事実はないと発表した。
26日、日本ラグビーフットボール協会は、アジアラグビーによる今回の一方的な発表こそが行動規則に反しているとして撤回要請を行った。さらに、ワールドラグビーに対し、アジアラグビーに関する調査要請を行った。
3月12日、岩渕健輔は「アジアラグビーとやりとりをしないよう、ワールドラグビーから通達があった。アジアラグビーと日本協会とのやりとりは、全て止まってる」と述べた。「（職務停止となる前に）アジアラグビーからのヒアリングや通告がなかった。なぜ職務停止が出来るか、私が教えて頂きたいというのが本音」と述べた。
4月23日、ワールドラグビーは、岩渕健輔の行動（2024年12月21日から2025年1月9日の間に、アジアラグビーの秘密保持契約書・執行委員会雇用申告書・収入申告書の内容に関して、アジアラグビーに問い合わせをした行為）について、「まったく妥当な質問行為であり、アジアラグビーおよびワールドラグビーの行動規範の違反を示唆するものではない」と結論づけた。ワールドラグビーは、「この決定をアジアラグビーと日本ラグビーフットボール協会に通知し、岩渕がアジアラグビー副会長へ復職することを期待する」と表明した。
4月24日、日本ラグビーフットボール協会は、アジアラグビーのケイス・アル＝ダライ会長に対して、岩渕健輔への公式謝罪を求める文書を送付する方針を決めた。
2025年6月11日、日本ラグビーフットボール協会は、アジアラグビーによる岩渕健輔への副会長職務停止処分が解除されたと発表した。ワールドラグビーから6月5日に文書で通達された。2月の職務停止や今回の処分解除ついて、アジアラグビーからは一切の説明がないという。
ワールドラグビーからの6月5日の通達文書では、アジアラグビーの運営を正常化・監視するための「監視委員会」を設置することも日本ラグビーフットボール協会に伝えられた。監査委員会は、従来から続く各種問題の解決と正常化を急ぎ、アジアラグビーの意思決定の監督、財務に関するガバナンス不全の解決、各国協会へのヒアリングを行う。

## 著書
- 2016/11：『準備する力』ラグビー日本代表ＧＭのメソッド ISBN 4048955918 KADOKAWA
- 2016/3：『日本ラグビー論』ISBN 4583109962  ベースボールマガジン社
- 2015/9：『変えることが難しいことを変える。』 ISBN 4584124876 ベストセラーズ（ベスト新書）
- 2012/11：『世界で勝たなければ意味がない』日本ラグビー再燃のシナリオ ISBN 4140883928 NHK出版
- 2011/3：『ぐんぐんうまくなる!7人制ラグビー』 ISBN 4583103085 ベースボールマガジン社